# Морт, Томми
Томас Морт (англ. Thomas Mort; 1 декабря 1897 — 6 июня 1967), также известный как Том или Томми Морт (англ. Tommy Mort) — английский футболист, защитник. Наиболее известен по выступлениям за бирмингемский клуб «Астон Вилла», за который сыграл 370 матчей. Также выступал за сборную Англии.

## Клубная карьера
Уроженец Керзли (графство Ланкашир), Морт играл в футбол за школьную команду, а также за клубы «Сент-Стивенс» и «Ньютон Лэдз». В военное время проходил службу в Ланкаширском стрелковом полку (Lancashire Fusiliers) и играл в футбол за армейскую команду. После войны выступал за «Олтрингем» и «Рочдейл». Отверг предложение о переходе со стороны «Болтон Уондерерс», однако в апреле 1922 года перешёл в бирмингемский клуб «Астон Вилла». За его переход «Вилла» заплатила «Рочдейлу» 1000 фунтов  (по другим данным — 1300 фунтов). 15 апреля 1922 года дебютировал в основном составе «Виллы» в матче Первого дивизиона против «Болтон Уондерерс» на стадионе «Вилла Парк». Морт сформировал связку в обороне с Томми Смартом, которую в прессе называли «Смерть и слава» (англ. Death and Glory). В сезоне 1923/24 вновь команде выйти в финал Кубка Англии, в котором «Вилла» проиграла клубу «Ньюкасл Юнайтед». Морт выступал за клуб на протяжении 14 сезонов, сыграв в общей сложности 370 матчей и забив 2 гола.

## Карьера в сборной
3 марта 1924 года дебютировал за сборную Англии в матче Домашнего чемпионата против Уэльса, сыграв в защите в паре с партнёром по «Астон Вилле» Томми Смартом. Англичане проиграли в том матче со счётом 1:2.
Всего провёл 3 матча за национальную сборную.

### Список матчей за сборную Англии
| № | Дата           | Стадион                   | Соперник  | Результат | Турнир                     |
| - | -------------- | ------------------------- | --------- | --------- | -------------------------- |
| 1 | 3 марта 1924   | «Ивуд Парк», Блэкберн     | Уэльс     | 1:2       | Домашний чемпионат 1923/24 |
| 2 | 17 мая 1924    | «Персен», Париж           | Франция   | 3:1       | Товарищеский матч          |
| 3 | 17 апреля 1926 | «Олд Траффорд», Манчестер | Шотландия | 0:1       | Домашний чемпионат 1925/26 |

Итого: 3 матча / 0 голов; 1 победа, 0 ничьих, 2 поражения

## Достижения
«Астон Вилла»
- Финалист Кубка Англии: 1923/24
- Вице-чемпион Англии: 1930/31, 1932/33

## Статистика выступлений
| Клуб             | Сезон            | Лига | Лига | Кубок | Кубок | Итого | Итого |
| Клуб             | Сезон            | Игры | Голы | Игры  | Голы  | Игры  | Голы  |
| ---------------- | ---------------- | ---- | ---- | ----- | ----- | ----- | ----- |
| Рочдейл          | 1921/22          | 28   | 0    | 1     | 0     | 29    | 0     |
| Рочдейл          | Итого            | 28   | 0    | 1     | 0     | 29    | 0     |
| Астон Вилла      | 1921/22          | 4    | 0    | 0     | 0     | 4     | 0     |
| Астон Вилла      | 1922/23          | 34   | 0    | 1     | 0     | 35    | 0     |
| Астон Вилла      | 1923/24          | 36   | 0    | 6     | 0     | 42    | 0     |
| Астон Вилла      | 1924/25          | 19   | 0    | 0     | 0     | 19    | 0     |
| Астон Вилла      | 1925/26          | 39   | 1    | 4     | 0     | 43    | 1     |
| Астон Вилла      | 1926/27          | 24   | 0    | 0     | 0     | 24    | 0     |
| Астон Вилла      | 1927/28          | 15   | 0    | 1     | 0     | 16    | 0     |
| Астон Вилла      | 1928/29          | 12   | 0    | 3     | 0     | 15    | 0     |
| Астон Вилла      | 1929/30          | 37   | 0    | 4     | 0     | 41    | 0     |
| Астон Вилла      | 1930/31          | 35   | 0    | 2     | 0     | 37    | 0     |
| Астон Вилла      | 1931/32          | 34   | 1    | 3     | 0     | 37    | 1     |
| Астон Вилла      | 1932/33          | 33   | 0    | 3     | 0     | 36    | 0     |
| Астон Вилла      | 1933/34          | 13   | 0    | 3     | 0     | 16    | 0     |
| Астон Вилла      | 1934/35          | 5    | 0    | 0     | 0     | 5     | 0     |
| Астон Вилла      | Итого            | 340  | 2    | 30    | 0     | 370   | 2     |
| Всего за карьеру | Всего за карьеру | 368  | 2    | 31    | 0     | 399   | 2     |